# Scary Movie 2
Scary Movie 2 je americká komedie, pokračování filmu Scary Movie. Druhý díl paroduje především film Zámek Hrůzy (1999) a také filmy jako Vymítač ďábla, Harry Potter, Muž bez stínu, Osvícení, Poltergeist, Hannibal, Charlieho andílci, Rocky, Noční můra v Elm Street, Terminátor, Něco na té Mary je, Hele vole, kde mám káru? a další.

## Děj
Snímek začíná parodií na film Vymítač ďábla, kdy je Megan Voorheesová (Natasha Lyonne) posedlá a dva kněží otec McFeely (James Woods) a otec Harris (Andy Richter) z ní musí démona dostat. Exorcismus nevychází, jak by měl, Megan začne urážet McFeelyho matku a on ji střelí do hlavy.
O rok později jsou Cindy Campbellová, Brenda Meeksová, Ray Wilkins a Shorty Meeks (v tomto díle v češtině uváděn jako Čmoud) na univerzitě a snaží se žít nový život, ačkoli všichni v předchozím filmu zemřeli. Cindy a Brenda se seznámily s Alex Mondayovou (Tori Spelling), Ray, který si stále není jistý svou sexuální orientací, má dva nové přátele - Tommyho (James DeBello) a Buddyho (Christopher Masterson), Shorty je stále stejný "vyhulenec".
Příběh začíná, když chce profesor Oldman (Tim Curry) spolu se svým asistentem na vozíčku Dwightem studovat duchy v domě na venkově. Studenty použijí jako návnadu. Jednou z nich je i Theo (Kathleen Robertson).
Když na panství Cindy přijede, potká vulgárního papouška a správce Hansona (Chris Elliott), který má znetvořenou ruku. Po několika incidentech s nadpřirozenými obyvateli domu (Cindy bojovala s kocourem - panem Kittlesem; Ray znásilnil klauna na hraní po tom, co ho napadl; Shorty byl napaden přerostlým konopím, Alex měla pohlavní styk s duchem - Hughem Kaneem) studenti odhalí profesorovy plány a chtějí dům opustit.
Profesor je zabit duchem, skupina chce zabít ducha bývalého majitele panství. Různě bloudí po panství a odhalují další záhady domu. Hanson je posedlý duchem, Cindy, Brenda a Theo parodují Charlieho andílky a bojují s ním.
Na konci skupina použije Cindy jako návnadu do přístroje, který má ducha zničit. O dva měsíce později Cindy znovu potká Hansona na procházce s Buddym. Ten zmizí, Cindy začne ječet "Ne!", Hanson "Ano!". Hanson je poté sražen autem, které řídí Shorty, kterému se dostává orálního sexu od krásné ženy-ducha, Caroline Keneové, který zabil profesora (s pytlem přes hlavu).